# Aošima (Ehime)
Aošima (japonsky 青島), známý také jako Kočičí ostrov (japonsky 猫の島, Neko no šima), je malý ostrov nacházející se v prefektuře Ehime v Japonsku. Ostrov je známý především svou velkou populací koček, které výrazně převyšují počet lidských obyvatel. Podle různých zdrojů je poměr koček k lidem odhadován mezi 6:1 a 10:1, avšak s postupným úbytkem starších obyvatel tento poměr vzrostl až na 36:1. Kočky byly na ostrov původně zavedeny s cílem bojovat proti přemnoženým hlodavcům na rybářských lodích. Po ukončení této funkce zůstaly na ostrově a jejich populace se rychle rozrostla. Zatímco populace lidí klesala zejména kvůli úbytku pracovních příležitostí po vyčerpání zásob sardinek, kočky se na ostrově rozmnožovaly a staly se jeho hlavní atrakcí. K únoru 2019 na ostrově žilo pouze šest lidí.
Kočky jsou živeny především dary z celého Japonska, ale také loví drobná zvířata na ostrově a přijímají potravu od návštěvníků.
Aošima má délku přibližně 1,6 kilometru. Dříve byl ostrov součástí města Nagahama v okrese Kita, avšak od roku 2005 spadá pod správu města Ózu.

## Populace
V roce 1945 byla Aošima rybářskou vesnicí s přibližně 900 obyvateli. V roce 2013 bylo odhadováno, že na ostrově žilo kolem 50 obyvatel. V roce 2018 informoval deník Ehime Šimbun, že počet obyvatel klesl na 13, přičemž průměrný věk byl „přes 75 let“. O rok později uvedl The Asahi Šimbun Globe, že na ostrově zůstalo již jen šest obyvatel. Ostrov je však stále atraktivní pro turisty, kteří sem jezdí navštívit kočky a přinášejí jim jídlo.
Mezi lety 2015 a 2018 byla populace koček na ostrově odhadována na 120 až 130 jedinců. V únoru 2018 oznámil deník Ehime Šimbun, že všechny kočky na ostrově budou vykastrovány nebo sterilizovány jako reakce na klesající počet lidských obyvatel. Do října téhož roku bylo vykastrováno a sterilizováno 210 koček, avšak přibližně 10 zůstalo nezachyceno, protože je ukryl starý obyvatel, který s programem nesouhlasil.
Dne 10. května 2023 informoval deník The New York Times, že lidská populace na ostrově klesla na pouhých pět obyvatel.

## Dopravní spojení
Na Aošimu se lze dostat trajektem, který vyplouvá z přístavu Nagahama před stanicí JR Ijo-Nagahama. Plavba trvá přibližně 30 minut.

## Galerie

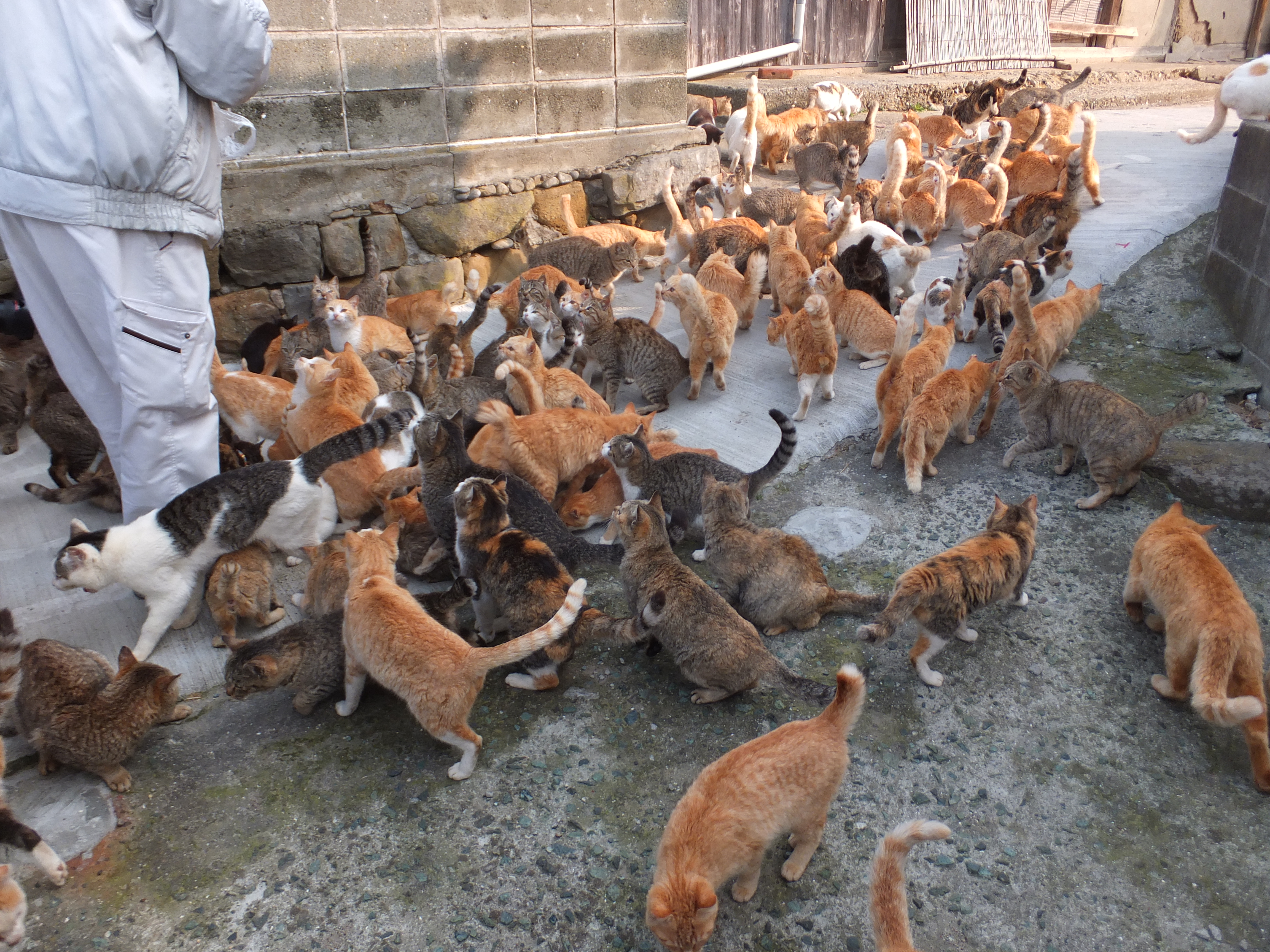
Kočky si berou jídlo od ostrovanů v přístavu
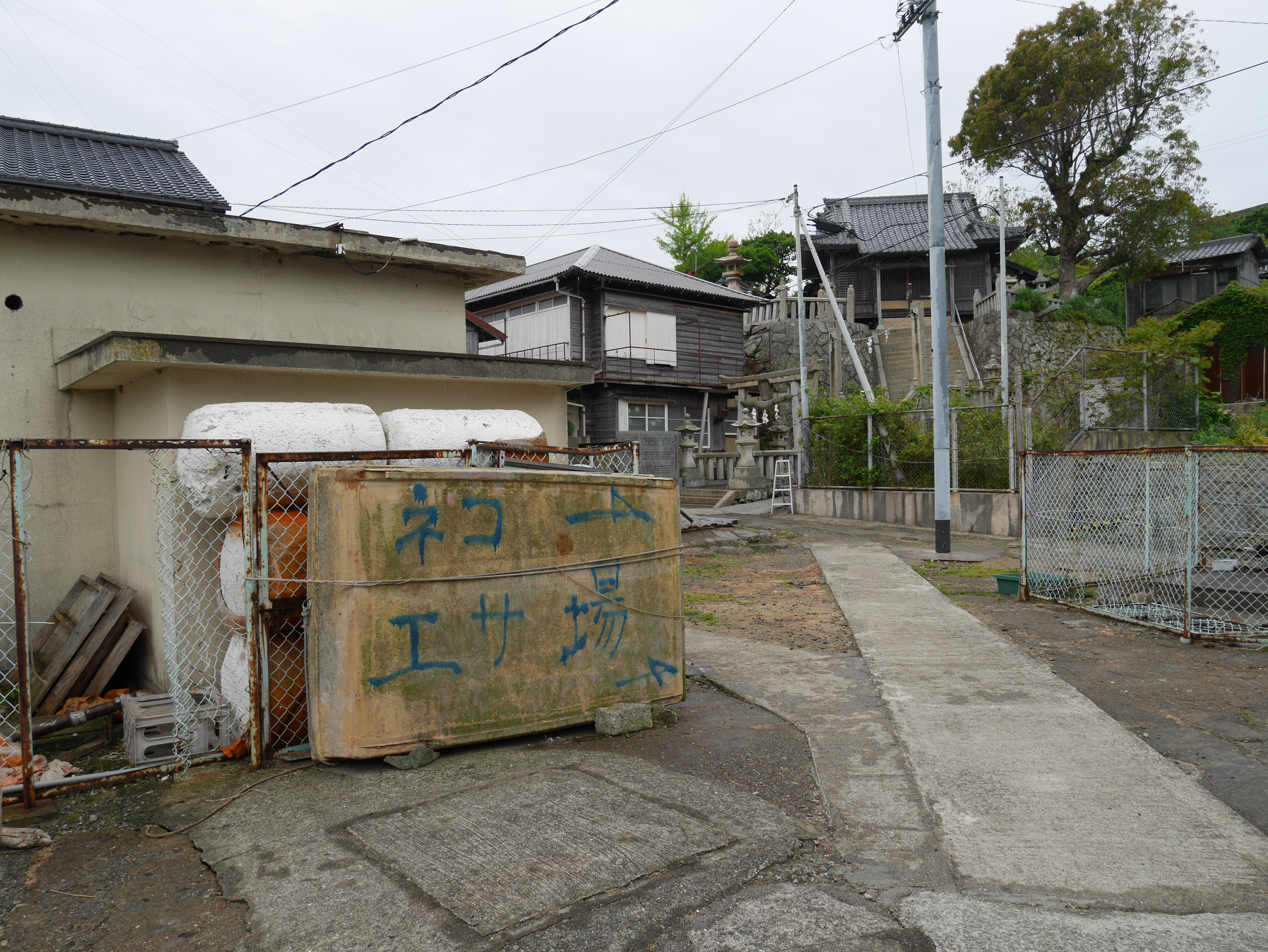
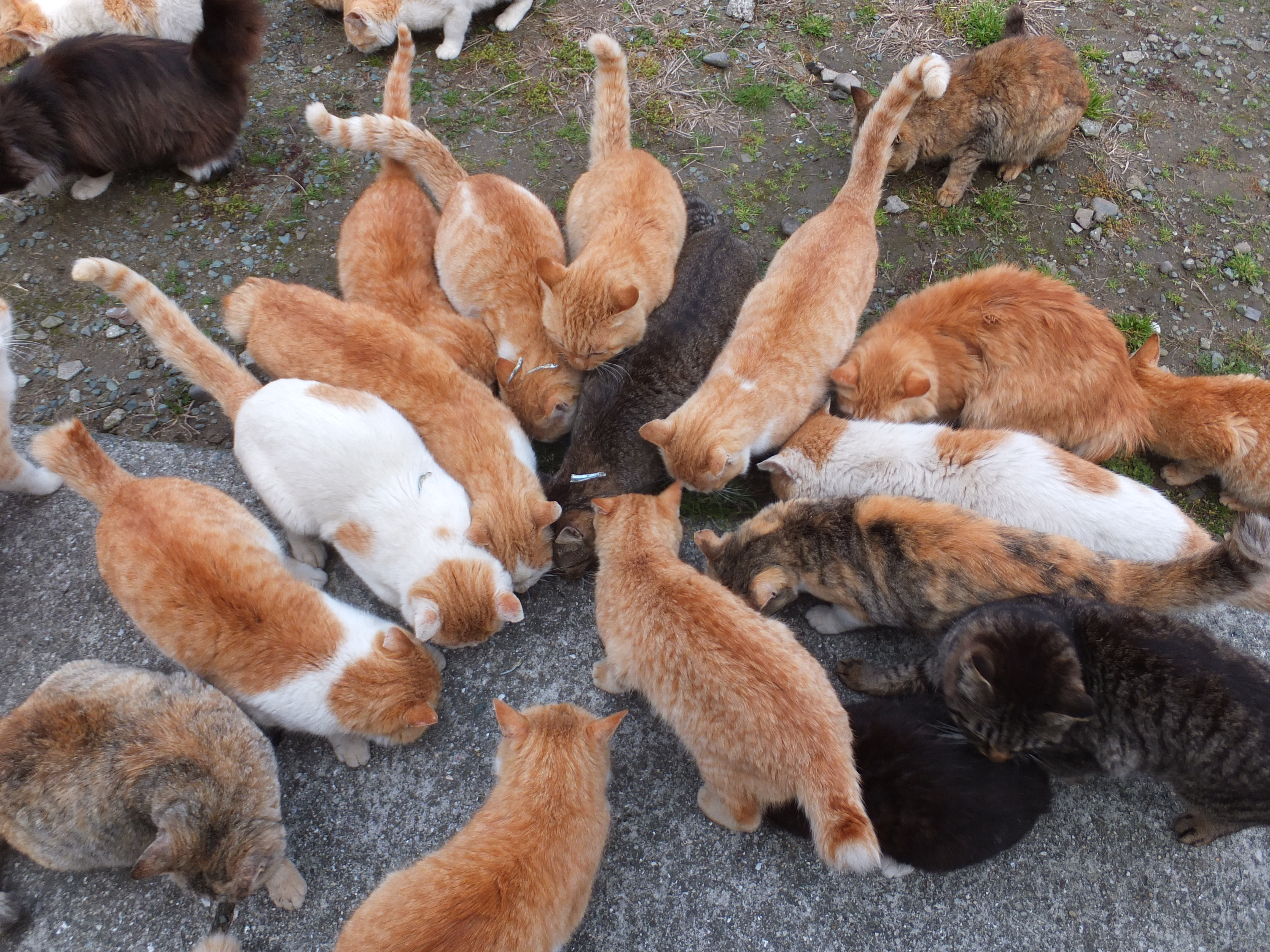
Kočky jedí jídlo na vyhrazeném místě pro jejich krmení